# Postulados de la mecánica cuántica
La formulación matemática rigurosa de la mecánica cuántica fue desarrollada por Paul Adrien Maurice Dirac y John von Neumann. Dicha formulación canónica se basa en un conjunto de media docena de postulados (dependiendo de las formulaciones). Este artículo presenta una enumeración más o menos canónica de dichos postulados fundamentales en que se resume dicha formulación.

## Introducción
Los postulados de la mecánica cuántica de forma rigurosa requieren la introducción de ciertos objetos matemáticos complejos como los espacios de Hilbert de dimensión no finita (para el conjunto de estados), operadores lineales definidos sobre dicho espacio que permiten formalizar el concepto de medida de una magnitud física, conceptos algebraicos como el de vector propio, valor propio y otros conceptos de teoría espectral además de varios conceptos de probabilidad avanzada (conjuntos borelianos, álgebras de Borel, etc.)

### Nomenclatura usada
{\displaystyle |\psi \rangle \rightarrow } Estado cuántico

{\displaystyle A\rightarrow } Observable

{\displaystyle \lambda _{i}\rightarrow } Autovalor

{\displaystyle a_{i}\rightarrow } Autovector

{\displaystyle \mathbb {I} \rightarrow } Matriz identidad

{\displaystyle \hbar \ {\stackrel {\mathrm {def} }{=}}\ {\frac {h}{2\pi }}=\,\,\,1.054\ 571\ 68(18)\times 10^{-34}\ {\mbox{J}}\cdot {\mbox{s}}} Constante reducida de Planck (h-barra)

{\displaystyle [A,B]=AB-BA\rightarrow } Conmutador

## Postulado I
Todo estado cuántico está representado por un vector normalizado, llamado en algunos casos "vector de estado" perteneciente a un espacio de Hilbert complejo y separable {\displaystyle \scriptstyle {\mathcal {H}}} (espacios compactos con estructura vectorial y de funciones acotadas). Fijada una base del espacio de Hilbert unitaria {\displaystyle \{|u_{n}\rangle \}_{n=1}^{N}} tal que,

{\displaystyle \left\{|u_{n}\rangle \in {\mathcal {H}}\quad ;\quad \ \langle u_{n},u_{m}\rangle =\delta _{nm}\quad ;\quad \forall \psi \in {\mathcal {H}}\rightarrow \psi =\sum _{i=1}^{N}{c_{i}u_{i}}\right\}}

se puede representar el estado de las siguientes formas vectoriales:
1. Forma ket:

{\displaystyle {\text{rep}}_{\vec {u}}\left(|\psi \rangle \right)={\begin{pmatrix}c_{1}\\c_{2}\\\vdots \end{pmatrix}}={\begin{pmatrix}\langle u_{1}|\psi \rangle \\\langle u_{2}|\psi \rangle \\\vdots \end{pmatrix}}}

1. Forma bra:

{\displaystyle {\text{rep}}_{\vec {u}}\left(\langle \psi |\right)=\left(c_{1}^{*}\ c_{2}^{*}\ \cdots \right)=\left(\langle \psi |u_{1}\rangle \ \langle \psi |u_{2}\rangle \ \cdots \right),}

donde la "*" significa complejo conjugado. El espacio de kets y bras forman espacios vectoriales duales uno de otro. Puesto que todo espacio de Hilbert es reflexivo ambos espacios son isomorfos y por tanto constituyen descripciones esencialmente semejantes.
El estado físico de un sistema cuántico solo adquiere forma matemática concreta cuando se escoge una base en la cual representarlo. Más aún, el estado cuántico no debe ser identificado con una forma matemática concreta, sino con una clase de equivalencia de formas matemáticas que representan el mismo estado físico. Por ejemplo, todos los kets de la forma {\displaystyle e^{i\theta }|\psi \rangle } para todo θ, aun siendo vectores diferentes del espacio de Hilbert representan el mismo estado cuántico.
El ket normalizado debe cumplir: {\displaystyle \|\psi \|^{2}=\langle \psi |\psi \rangle =1}. La elección del ket normalizado que representa al estado no es única ya que {\displaystyle |\psi \rangle } y {\displaystyle e^{i\theta }|\psi \rangle } representan el mismo estado ya que la medida de cualquier magnitud en ellos es idéntica. Las funciones de onda son una de las representaciones posibles de los estados sobre el espacio L2(ℝ3), cuya definición rigurosa requiere el uso de espacios de Hilbert equipados.

## Postulado II
Los observables de un sistema están representados por operadores lineales hermíticos (autoadjuntos). El conjunto de autovalores (valores propios) del observable {\displaystyle {\mathcal {O}}} recibe el nombre de espectro y sus autovectores (vectores propios), exactos o aproximados, definen una base en el espacio de Hilbert.
En la misma base unitaria {\displaystyle \{|u_{n}\rangle \}_{n=1}^{N}}, los representantes de un observable {\displaystyle {\mathcal {O}}} se definen como:

{\displaystyle {\text{rep}}_{\vec {u}}{\mathcal {O}}=\left[{\begin{array}{ccc}o_{11}&\dots &o_{1n}\\\vdots &o_{ij}&\vdots \\o_{n1}&\dots &o_{nn}\\\end{array}}\right]=\left[{\begin{array}{ccc}<u_{1}|{\mathcal {O}}|u_{1}>&\dots &<u_{1}|{\mathcal {O}}|u_{n}>\\\vdots &<u_{i}|{\mathcal {O}}|u_{j}>&\vdots \\<u_{n}|{\mathcal {O}}|u_{1}>&\dots &<u_{n}|{\mathcal {O}}|u_{n}>\\\end{array}}\right]}

En dimensión finita, los autovalores {\displaystyle \lambda _{i}} se encuentran diagonalizando el representante del operador: igualando a cero el siguiente determinante: {\displaystyle |{\mathcal {O}}-\lambda \mathbb {I} |=0} y los autovectores resolviendo el siguiente sistema de n ecuaciones: {\displaystyle {\mathcal {O}}o_{i}=\lambda _{i}o_{i}\qquad \forall i=1,2,\ldots ,n}
En la práctica, el espacio de Hilbert de la mayoría de sistemas reales es de dimensión infinita y el cálculo de autovalores y autovectores es un problema matemático un poco más complicado que el que debe hacerse en dimensión finita.

## Postulado III
Cuando un sistema está en el estado normalizado {\displaystyle |\psi \rangle }, la medida de un observable A (con espectro puntual) dará como resultado el valor propio a, con una probabilidad {\displaystyle P_{A|\psi \rangle }=|\langle a|\psi \rangle |^{2}}, donde {\displaystyle |a\rangle } es el vector propio asociado al autovalor a (en notación del espacio de Hilbert esto se expresa como {\displaystyle A|a\rangle =a|a\rangle }).
Como consecuencia de este postulado el valor esperado será: {\displaystyle \langle A\rangle _{|\psi \rangle }=\sum _{i}\lambda _{i}|\langle a_{i}|\psi \rangle |^{2}=\langle \psi |A|\psi \rangle }
Se llama dispersión o incertidumbre a la raíz cuadrada de la varianza. Ésta se calcula como:

{\displaystyle \Delta _{|\psi \rangle }A={\sqrt {\langle \psi |A^{2}|\psi \rangle -\langle \psi |A|\psi \rangle ^{2}}}}

Si el observable tiene un espectro no necesariamente puntual o hacemos una medida de primera especie (filtrante sobre él) entonces la probabilidad de que la medida esté dentro de un conjunto boreliano {\displaystyle \Delta \subset \sigma (A)\subset (\mathbb {R} )} viene dada por:

{\displaystyle P_{A,\psi }(\Delta )=\langle \psi |E_{A}(\Delta )|\psi \rangle }

Donde {\displaystyle E_{A}(\Delta )} es el proyector ortogonal sobre un subespacio de vectores asociados a valores propios contenidos en el conjunto boreliano {\displaystyle \Delta }. El caso particular tratado anteriormente correspondía a un conjunto boreliano tal que:

{\displaystyle \Delta \cap \sigma (A)=\{a\}}

### Relación de indeterminación
El producto de las dispersiones de dos observables sobre el mismo estado está acotado.

{\displaystyle \Delta A\Delta B\geq {\frac {1}{2}}\langle \psi |[A,B]|\psi \rangle }

Para el caso de los observables típicos de posición (X) y momento lineal (Px) tenemos:

{\displaystyle \Delta X\Delta P_{x}\geq {\frac {\hbar }{2}}}

Esto es porque las variables X y Px son canónicas conjugadas, es decir que el conmutador {\displaystyle [X,P_{x}]=i\hbar }.

## Postulado IV
Éste es el postulado más conflictivo de la mecánica cuántica ya que supone el colapso instantáneo de nuestro conocimiento sobre el sistema al hacer una medida filtrante[cita requerida].
Para cualquier estado puro {\displaystyle |\psi \rangle } sobre el cual se hace una medida de primera especie de A y se obtiene el valor {\displaystyle a_{i}\,} (con las probabilidades dadas por el Postulado III ) entonces el estado resultante se obtiene "filtrando" el estado inicial al subespacio {\displaystyle M_{a_{i}}\,} propio de A asociado al valor de la medida {\displaystyle a_{i}\,} (matemáticamente esta "filtración" se obtiene mediante una proyección ortogonal a dicho subespacio). Si dicho subespacio propio tiene dimensión 1, el estado "colapsa" al estado {\displaystyle |a_{i}\rangle }

{\displaystyle |\psi \rangle \to |a_{i}\rangle }

Si no se ha destruido durante el proceso. Si el espacio es de dimensión {\displaystyle \alpha >1} se obtiene un resultado del tipo:

{\displaystyle |\psi \rangle \to \sum _{j=1}^{\alpha }|a_{i},\lambda _{j}\rangle }

Más en general, si el sistema se encuentra en un estado mezcla definido por una matriz densidad {\displaystyle \rho \,} y el resultado de una medida de primera especie es el conjunto de valores de A contenido en el subconjunto {\displaystyle \Delta \subset \sigma (A)} del espectro del operador, entonces el estado final será un estado mezcla "filtrado" dado por la siguiente proyección ortogonal:

{\displaystyle \rho \to \rho _{A,\Delta }={\frac {1}{{\mbox{tr}}(\rho E_{A}(\Delta ))}}\sum _{a\in \Delta }E_{M_{a}}\rho E_{M_{a}}}

## Postulado V
La evolución temporal de un sistema se rige por la ecuación de Schrödinger:

{\displaystyle i\hbar {\frac {\partial }{\partial t}}|\psi (t)\rangle ={\hat {H}}|\psi (t)\rangle }

Donde H es el operador de Hamilton o hamiltoniano del sistema, que corresponde a (al observable de) la energía del sistema.

## Postulado VI
Los operadores de posición y momento lineal satisfacen las siguientes reglas de conmutación:

{\displaystyle [X_{i},X_{j}]=0\qquad [P_{i},P_{j}]=0\qquad [X_{i},P_{j}]=i\hbar \delta _{ij}\mathbb {I} }

La última propiedad implica que el espacio de Hilbert del sistema debe ser de dimensión infinita, ya que la traza del Conmutador de dos operadores definidos en un espacio de dimensión finita es siempre nula, y para {\displaystyle i=j} la regla de conmutación claramente no es nula.